# Israel Ridderhielm
Israel Isaksson Ridderhielm, född okänt år, död den 12 januari 1669 på Ryhov (efter knappt åtta dagars sjukdom), var en svensk militär. Han var far till Hans Isak Ridderhielm.
Israel Isaksson  tjänade sig upp i trettioåriga kriget från menig till överstelöjtnant och sekundchef för arvprinsen Karl Gustavs regemente 1647. Han adlades 1649 med namnet Ridderhielm (introducerad 1650 under nummer 462). Ridderhielm blev överste för ett värvat kavalleriregemente 1655, generalmajor av kavalleriet 1656 och generallöjtnant 1664. Han deltog med utmärkelse i Karl X Gustavs polska krig, varunder han bevistade slagen vid Lowicz 1655 och vid Gnesen 1656 samt tredagarsslaget vid Warschau i juli samma år. Ridderhielm blev samma år den 28 september i slaget vid Lyck, där han förde högsta befälet, svårt sårad och tillfångatagen av tatarerna, hos vilka han, smidd i tungt järn, hölls fången på Krim ännu 1661, då 20 000 riksdaler begärdes som lösepenning för honom. De bojor med vilka han under fångenskapen varit bunden, upphängdes i Nydala kyrka, men förvaras numera på Smålands museum i Växjö. Ridderhielm fick 1661, sedan han utväxlats, säterifrihet på Riddersberg i Rogberga socken, som han köpte och tillbytte sig 1651 och 1652, och skänkte 1668 tvenne ängar till Rogberga prästgård. Han ägde även Ryhov i Ljungarums socken, som han köpte av kronan 1651, samt Nydala i socknen med samma namn, vilket han fick med sin fru, som var dotter till Peder Gudmundsson Strömberg (alla hans gårdar låg i Jönköpings län). Ridderhielm blev begraven i Nydala kyrka.